# Alex Kidd in the Enchanted Castle
Alex Kidd in the Enchanted Castle (с англ. — «Алекс Кидд в заколдованном замке», яп. アレックスキッド 天空魔城 Арэккусу Киддо. Тэнку: мадзё:, «Алекс Кидд. Небесный заколдованный замок») — видеоигра в жанре платформера для 16-битной консоли Sega Mega Drive/Genesis. Вышла 10 февраля 1989 года в Японии, а шестью месяцами — в Северной Америке, 30 ноября 1990 года игра появилась в Европе. Это последняя игра серии Alex Kidd, изданная в Японии. Похожа на игру «Alex Kidd in Miracle World», но музыка и графика улучшены.
С 2010 года игра доступна в составе сборника SEGA Mega Drive and Genesis Classics для платформ Linux, macOS, Windows, с 2018 — PlayStation 4, Xbox One и Nintendo Switch.

## Сюжет
На планете Эрис произошла катастрофа, многорукий злодей Ашра хочет убить отца Алекса Кидда и уничтожить Радаксиан. Алекс Кидд не хочет, чтобы закончилась жизнь на планете Эрис и поэтому отправляется на помощь к своему отцу.

## Игровой процесс
Игра очень похожа на игру «Alex Kidd in Miracle World», но графика улучшена, а сложность игры значительно снижена. Алекс Кидд играет в дзянкэмпон, чтобы выигрывать предмет. Когда персонаж игры проигрывает, то на него падает чёрный колокол с глазами и проигравший уползает (но в японской версии игры проигравший теряет одежду). Если Алекс Кидд выиграл раунд, ему выдаётся подарок, а если он проигрывает, то теряет жизнь.
Ломая золото-рубиновый ящик, из него выскакивают монеты (а иногда мешки с деньгами ¥100). Есть ещё золотые ящики с чёрными полосами, где выдают Алексу Кидду либо предметы, либо жизни, бомбы.
В конце уровней, таких как Египетская пирамида, лесной городок Хи-хо, Каменная гора и Замок неба. В игре есть боссы — Клеопатра XXVIII, медведь Хи-хо, добрый 86-летний волшебник и Ашра (самый главный босс).
Игра заканчивается, если игрок потеряет все жизни в игре или победит Ашру.

## Издание
Игра вышла 10 февраля 1989 года в Японии, в США она вышла 20 августа (по старому стилю 14 августа) 1989 года, а в Европе игра вышла в конце ноября 1990 года вместе с другими играми Sega Mega Drive/Genesis, вышедшими в 1988—1990 годах. В ноябре 2006 года игра была переиздана на PlayStation 2 и PlayStation Portable, как часть игры Sega Genesis Collection. Весной 2007 года игра была портирована на Wii при поддержке Virtual Console. В 2010 году игра была издана на Windows, как часть игры SEGA Mega Drive and Genesis Classics при поддержке Steam.